# Bayerns Internationale Tennismesterskaber
|  | Flytteforslag Denne side er foreslået flyttet til BMW Open. Klik her for at se flytteforslaget. |

Bayerns Internationale Tennismesterskaber (tysk: Internationale Tennismeisterschaften von Bayern) er en professionel tennisturnering, som hvert år i april afvikles i Münchner Tennis- und Turnierclub Iphitos (MTTC Iphitos) i München, Bayern, Tyskland. Turneringen blev spillet for første gang i 1899 og har været en del af ATP Tour, siden tourens etablering i 1990, hvor den tilhører kategorien ATP Tour 500.
Siden 1990 har turneringen på grund af et navnesponsorat fra BMW været afviklet under navnet BMW Open.
To danskere har vundet turneringen gennem tiden: Holger Rune: (2022) og (2023) i herresingle og Frederik Løchte Nielsen: (2019) i herredouble.

## Vindere og finalister

### Herresingle (siden 1929)
| År        | Vinder                  | Finalist            | Finaleresultat            |
| --------- | ----------------------- | ------------------- | ------------------------- |
| 1929      | Alberto Del Bono        | Erik Worm           | 6–4, 6–4                  |
| 1930      | Emmanuel du Plaix       | Richard B. Bell     | 2–6, 6–3, 3–6, 6–2, 6–4   |
| 1931      | Hyotaro Sato            | Enrique Maier       | 7–5, 4–6, 7–5, 6–1        |
| 1932      | Heinz Remmert           | William L. Breese   | 6–1, 3–6, 6–3, 8–6        |
| 1933      |                         |                     |                           |
| 1934      |                         |                     |                           |
| 1935      | Heinz Tüscher           | Eberhard Nourney    | 4–6, 6–2, 8–6             |
| 1936      | Alfred Gerstl           | Rolf Göpfert        | 6–4, 6–3                  |
| 1937      | Georg von Metaxa        |                     |                           |
| 1938      |                         |                     |                           |
| 1939      | Henner Henkel           | Engelbert Koch      | 6–4, 6–4, 6–2             |
| 1940-1945 | Ikke afholdt            | Ikke afholdt        | Ikke afholdt              |
| 1946      | Gottfried von Cramm     | Roderich Menzel     | 6–3, 6–0, 6–3             |
| 1947      | Roderich Menzel         | Gottfried von Cramm | 6–2, 6–4, 6–-2            |
| 1948      | Helmuth Gulcz           | Willi Stingl        | 7–5, retired              |
| 1949      | Gottfried von Cramm (2) | Ernst Buchholz      | 3–6, 7–5, 6–1, 6–0        |
| 1950      | Gottfried von Cramm (3) | Jan Dostál          | 6–4, 6–4, 6–1             |
| 1951      | Rolando Del Bello       | Roderich Menzel     | 6–2, 1–6, 7–5, 6–2        |
| 1952      | Ikke afholdt            | Ikke afholdt        | Ikke afholdt              |
| 1953      | Jaroslav Drobný         | Armando Vieira      | 6–3, 6–1, 6–3             |
| 1954      | Budge Patty             | Hugh Stewart        | 6–4, 6–2, 6–4             |
| 1955      | Budge Patty (2)         | Art Larsen          | 6–3, 6–3, 6–3             |
| 1956      | Budge Patty (3)         | Lew Hoad            | 1–6, 0–6, 6–2, 7–5, 6–4   |
| 1957      | Mervyn Rose             | Budge Patty         | 5–7, 12–10, 5–7, 6–2, 6–4 |
| 1958      | Orlando Sirola          | Luis Ayala          | 3–6, 7–5, 1–6, 11–9, 6–4  |
| 1959      | Bob Hewitt              | Pierre Darmon       | 6–3, 6–3, 8–6             |
| 1960      | Don Candy               | Jan-Erik Lundqvist  | 5–7, 6–3, 6–0, 3–6, 6–2   |
| 1961      | Roy Emerson             | Bob Hewitt          | 6–2, 6–3, 6–2             |
| 1962      | José Edison Mandarino   | Manuel Santana      | 1–6, 6–3, 6–2, 6–4        |
| 1963      | Patricio Rodríguez      | Nikola Pilić        | 1-6, 4-6, 7-5, 9-7, 6-2   |
| 1964      | Manuel Santana          | Bob Hewitt          | 6–2, 6–3, 11–9            |
| 1965      | Christian Kuhnke        | Ingo Buding         | 6–4, 6–1, 6–3             |
| 1966      | István Gulyás           | Wilhelm Bungert     | 6–4, 4–6, 8–6, 9–7        |
| 1967      | Martin Mulligan         | Wilhelm Bungert     | 6–4, 3–6, 6–4, 6–4        |

Open Era
| År          | Vinder                                  | Finalist                                | Finaleresultat                          |
| ----------- | --------------------------------------- | --------------------------------------- | --------------------------------------- |
| 1968        | Martin Mulligan                         | Ion Ţiriac                              | 6–3, 3–6, 7–5, 6–3                      |
| 1969        | Bob Hewitt                              | Christian Kuhnke                        | 6–4, 3–6, 6–2, 6–2                      |
| 1970        | Ion Ţiriac                              | Nikola Pilić                            | 2–6, 9–7, 6–3, 6–4                      |
| 1971        | Juan Gisbert, Sr.                       | Péter Szőke                             | 6–2, 6–4, 6–4                           |
| 1972        | Ikke afholdt                            | Ikke afholdt                            | Ikke afholdt                            |
| 1973        | Sandy Mayer                             | Harald Elschenbroich                    | 6–4, 6–3, 6–3                           |
| 1974        | Jürgen Fassbender                       | François Jauffret                       | 6–2, 5–7, 6–1, 6–4                      |
| 1975        | Guillermo Vilas                         | Karl Meiler                             | 2–6, 6–0, 6–2, 6–3                      |
| 1976        | Manuel Orantes                          | Karl Meiler                             | 6–1, 6–4, 6–1                           |
| 1977        | Željko Franulović                       | Víctor Pecci Sr.                        | 6–1, 6–1, 6–7, 7–5                      |
| 1978        | Guillermo Vilas (2)                     | Buster Mottram                          | 6–1, 6–3, 6–3                           |
| 1979        | Manuel Orantes (2)                      | Wojtek Fibak                            | 6–3, 6–2, 6–4                           |
| 1980        | Rolf Gehring                            | Christophe Freyss                       | 6–2, 0–6, 6–2, 6–2                      |
| 1981        | Chris Lewis                             | Christophe Roger-Vasselin               | 4–6, 6–2, 2–6, 6–1, 6–1                 |
| 1982        | Gene Mayer                              | Peter Elter                             | 3–6, 6–3, 6–2, 6–1                      |
| 1983        | Tomáš Šmíd                              | Joakim Nyström                          | 6–0, 6–3, 4–6, 2–6, 7–5                 |
| 1984        | Libor Pimek                             | Gene Mayer                              | 6–4, 4–6, 7–6, 6–4                      |
| 1985        | Joakim Nyström                          | Hans Schwaier                           | 6–1, 6–0                                |
| 1986        | Emilio Sánchez                          | Ricki Osterthun                         | 6–1, 6–3                                |
| 1987        | Guillermo Pérez Roldán                  | Marián Vajda                            | 6–3, 7–6                                |
| 1988        | Guillermo Pérez Roldán (2)              | Jonas Svensson                          | 7–5, 6–3                                |
| 1989        | Andrej Tjesnokov                        | Martin Střelba                          | 5–7, 7–6, 6–2                           |
| 1990        | Karel Nováček                           | Thomas Muster                           | 6–4, 6–2                                |
| 1991        | Magnus Gustafsson                       | Guillermo Pérez Roldán                  | 3–6, 6–3, 4–3 opg.                      |
| 1992        | Magnus Larsson                          | Petr Korda                              | 6–4, 4–6, 6–1                           |
| 1993        | Ivan Lendl                              | Michael Stich                           | 7–6(2), 6–3                             |
| 1994        | Michael Stich                           | Petr Korda                              | 6–2, 2–6, 6–3                           |
| 1995        | Wayne Ferreira                          | Michael Stich                           | 7–5, 7–6(6)                             |
| 1996        | Slava Doseděl                           | Carlos Moyà                             | 6–4, 4–6, 6–3                           |
| 1997        | Mark Philippoussis                      | Àlex Corretja                           | 7–6(3), 1–6, 6–4                        |
| 1998        | Thomas Enqvist                          | Andre Agassi                            | 6–7(4), 7–6(6), 6–4                     |
| 1999        | Franco Squillari                        | Andrei Pavel                            | 6–4, 6–3                                |
| 2000        | Franco Squillari (2)                    | Tommy Haas                              | 6–4, 6–4                                |
| 2001        | Jiří Novák                              | Anthony Dupuis                          | 6–4, 7–5                                |
| 2002        | Younes El Aynaoui                       | Rainer Schüttler                        | 6–4, 6–4                                |
| 2003        | Roger Federer                           | Jarkko Nieminen                         | 6–1, 6–4                                |
| 2004        | Nikolaj Davydenko                       | Martin Verkerk                          | 6–4, 7–5                                |
| 2005        | David Nalbandian                        | Andrei Pavel                            | 6–4, 6–1                                |
| 2006        | Olivier Rochus                          | Kristof Vliegen                         | 6–4, 6–2                                |
| 2007        | Philipp Kohlschreiber                   | Mikhail Juzjnyj                         | 2–6, 6–3, 6–4                           |
| 2008        | Fernando González                       | Simone Bolelli                          | 7–6(4), 6–7(4), 6–3                     |
| 2009        | Tomáš Berdych                           | Mikhail Juzjnyj                         | 6–4, 4–6, 7–6(5)                        |
| 2010        | Mikhail Juzjnyj                         | Marin Čilić                             | 6–3, 4–6, 6–4                           |
| 2011        | Nikolay Davydenko (2)                   | Florian Mayer                           | 6–3, 3–6, 6–1                           |
| 2012        | Philipp Kohlschreiber (2)               | Marin Čilić                             | 7–6(8), 6–3                             |
| 2013        | Tommy Haas                              | Philipp Kohlschreiber                   | 6–3, 7–6(3)                             |
| 2014        | Martin Kližan                           | Fabio Fognini                           | 2–6, 6–1, 6–2                           |
| 2015        | Andy Murray                             | Philipp Kohlschreiber                   | 7–6(4), 5–7, 7–6(4)                     |
| 2016        | Philipp Kohlschreiber (3)               | Dominic Thiem                           | 7–6(7), 4–6, 7–6(4)                     |
| 2017        | Alexander Zverev                        | Guido Pella                             | 6–4, 6–3                                |
| 2018        | Alexander Zverev (2)                    | Philipp Kohlschreiber                   | 6–3, 6–3                                |
| 2019        | Cristian Garín                          | Matteo Berrettini                       | 6–1, 3–6, 7–6(1)                        |
| 2020        | Ingen turnering pga. COVID-19-pandemien | Ingen turnering pga. COVID-19-pandemien | Ingen turnering pga. COVID-19-pandemien |
| 2021        | Nikoloz Basilashvili                    | Jan-Lennard Struff                      | 6–4, 7–6(5)                             |
| 2022        | Holger Rune                             | Botic van de Zandschulp                 | 3–4 opg.                                |
| 2023        | Holger Rune (2)                         | Botic van de Zandschulp                 | 6–4, 1–6, 7–6(3)                        |
| 2024        | Jan-Lennard Struff (1)                  | Taylor Fritz                            | 7–5, 6–3                                |
| ↓ ATP 500 ↓ |                                         |                                         |                                         |
| 2025        | Alexander Zverev (3)                    | Ben Shelton                             | 6-2, 6–4                                |

### Herredouble (siden 1974)
| År          | Vinder                                  | Finalist                                | Finaleresultat                          |
| ----------- | --------------------------------------- | --------------------------------------- | --------------------------------------- |
| 1974        | Antonio Muñoz Manuel Orantes            | Jürgen Fassbender Hans-Jürgen Pohmann   | 2–6, 6–4, 7–6, 6–2                      |
| 1975        | Wojtek Fibak Jan Kodeš                  | Milan Holeček Karl Meiler               | 7–5, 6–3                                |
| 1976        | Juan Gisbert Manuel Orantes (2)         | Jürgen Fassbender Hans-Jürgen Pohmann   | 1–6, 6–3, 6–2, 2–3, opg.                |
| 1977        | František Pala Balázs Taróczy           | Nikki Spear John Whitlinger             | 6–3, 6–4                                |
| 1978        | Ion Ţiriac Guillermo Vilas              | Jürgen Fassbender Tom Okker             | 3–6, 6–4, 7–6                           |
| 1979        | Wojtek Fibak Tom Okker                  | Jürgen Fassbender Jean-Louis Haillet    | 7–6, 7–5                                |
| 1980        | Heinz Günthardt Bob Hewitt              | David Carter Chris Lewis                | 7–6, 6–1                                |
| 1981        | David Carter Paul Kronk                 | Eric Fromm Shlomo Glickstein            | 6–3, 6–4                                |
| 1982        | Chip Hooper Mel Purcell                 | Tian Viljoen Danie Visser               | 6–4, 7–6                                |
| 1983        | Chris Lewis Pavel Složil                | Anders Järryd Tomáš Šmíd                | 6–4, 6–2                                |
| 1984        | Boris Becker Wojtek Fibak               | Eric Fromm Florin Segărceanu            | 6–4, 4–6, 6–1                           |
| 1985        | Mark Edmondson Kim Warwick              | Sergio Casal Emilio Sánchez             | 4–6, 7–5, 7–5                           |
| 1986        | Sergio Casal Emilio Sánchez             | Broderick Dyke Wally Masur              | 6–3, 4–6, 6–3                           |
| 1987        | Jim Pugh Blaine Willenborg              | Sergio Casal Emilio Sánchez             | 7–6, 4–6, 6–4                           |
| 1988        | Rick Leach Jim Pugh (2)                 | Alberto Mancini Christian Miniussi      | 7–6, 6–1                                |
| 1989        | Javier Sánchez Balázs Taróczy           | Peter Doohan Laurie Warder              | 7–6, 6–3                                |
| 1990        | Udo Riglewski Michael Stich             | Petr Korda Tomáš Šmíd                   | 6–1, 6–4                                |
| 1991        | Patrick Galbraith Todd Witsken          | Anders Järryd Danie Visser              | 7–5, 6–4                                |
| 1992        | David Adams Menno Oosting               | Carl Limberger Tomáš Anzari             | 3–6, 7–5, 6–3                           |
| 1993        | Martin Damm Henrik Holm                 | Karel Nováček Carl-Uwe Steeb            | 6–0, 3–6, 7–5                           |
| 1994        | Jevgenij Kafelnikov David Rikl          | Boris Becker Petr Korda                 | 7–6, 7–5                                |
| 1995        | Trevor Kronemann David Macpherson       | Luis Lobo Javier Sánchez                | 6–3, 6–4                                |
| 1996        | Lan Bale Stephen Noteboom               | Olivier Delaître Diego Nargiso          | 4–6, 7–6, 6–4                           |
| 1997        | Pablo Albano Àlex Corretja              | Karsten Braasch Jens Knippschild        | 3–6, 7–5, 6–2                           |
| 1998        | Todd Woodbridge Mark Woodforde          | Joshua Eagle Andrew Florent             | 6–0, 6–3                                |
| 1999        | Daniel Orsanic Mariano Puerta           | Massimo Bertolini Cristian Brandi       | 7–6, 3–6, 7–6                           |
| 2000        | David Adams John-Laffnie de Jager       | Maks Mirnyj Nenad Zimonjić              | 6–4, 6–4                                |
| 2001        | Petr Luxa Radek Štěpánek                | Jaime Oncins Daniel Orsanic             | 5–7, 6–2, 7–6                           |
| 2002        | Petr Luxa (2) Radek Štěpánek (2)        | Petr Pála Pavel Vízner                  | 6–0, 6–7, [11–9]                        |
| 2003        | Wayne Black Kevin Ullyett               | Joshua Eagle Jared Palmer               | 6–3, 7–5                                |
| 2004        | James Blake Mark Merklein               | Julian Knowle Nenad Zimonjić            | 6–2, 6–4                                |
| 2005        | Mario Ančić Julian Knowle               | Florian Mayer Alexander Waske           | 6–3, 1–6, 6–3                           |
| 2006        | Andrei Pavel Alexander Waske            | Alexander Peya Björn Phau               | 6–4, 6–2                                |
| 2007        | Philipp Kohlschreiber Mikhail Juzjnyj   | Jan Hájek Jaroslav Levinský             | 6–1, 6–4                                |
| 2008        | Michael Berrer Rainer Schüttler         | Scott Lipsky David Martin               | 7–5, 3–6, [10–8]                        |
| 2009        | Jan Hernych Ivo Minář                   | Ashley Fisher Jordan Kerr               | 6–4, 6–4                                |
| 2010        | Oliver Marach Santiago Ventura          | Eric Butorac Michael Kohlmann           | 5–7, 6–3, [16–14]                       |
| 2011        | Simone Bolelli Horacio Zeballos         | Andreas Beck Christopher Kas            | 7–6(3), 6–4                             |
| 2012        | František Čermák Filip Polášek          | Xavier Malisse Dick Norman              | 6–4, 7–5                                |
| 2013        | Jarkko Nieminen Dmitrij Tursunov        | Marcos Baghdatis Eric Butorac           | 6–1, 6–4                                |
| 2014        | Jamie Murray John Peers                 | Colin Fleming Ross Hutchins             | 6–4, 6–2                                |
| 2015        | Alexander Peya Bruno Soares             | Alexander Zverev Mischa Zverev          | 4–6, 6–1, [10–5]                        |
| 2016        | Henri Kontinen John Peers (2)           | Juan Sebastián Cabal Robert Farah       | 6–3, 3–6, [10–7]                        |
| 2017        | Juan Sebastián Cabal Robert Farah       | Jérémy Chardy Fabrice Martin            | 6–3, 6–3                                |
| 2018        | Ivan Dodig Rajeev Ram                   | Nikola Mektić Alexander Peya            | 6–3, 7–5                                |
| 2019        | Frederik Løchte Nielsen Tim Pütz        | Marcelo Demoliner Divij Sharan          | 6–4, 6–2                                |
| 2020        | Ingen turnering pga. COVID-19-pandemien | Ingen turnering pga. COVID-19-pandemien | Ingen turnering pga. COVID-19-pandemien |
| 2021        | Kevin Krawietz Wesley Koolhof           | Sander Gillé Joran Vliegen              | 4–6, 6–4, [10–5]                        |
| 2022        | Kevin Krawietz (2) Andreas Mies         | Rafael Matos David Vega Hernández       | 4–6, 6–4, [10–7]                        |
| 2023        | Alexander Erler Lucas Miedler           | Kevin Krawietz Tim Pütz                 | 6–3, 6–4                                |
| 2024        | Yuki Bhambri Albano Olivetti            | Andreas Mies Jan-Lennard Struff         | 7–6(6), 7–6(5)                          |
| ↓ ATP 500 ↓ |                                         |                                         |                                         |
| 2025        | André Göransson Sem Verbeek             | Kevin Krawietz Tim Pütz                 | 6–4, 6–4                                |